# Dark Endless
Dark Endless debitantski je studijski album švedskog black metal-sastava Marduk. Diskografska kuća No Fashion Records objavila ga je 23. prosinca 1992.

## O albumu
Dark Endless jedini je Mardukov album koji je u stilu blackened death metala. Također je jedini album s pjevačem Andreasom Axelssonom i basistom Rickardom Kalmom, kao i jedini album sastava na kojem je Joakim Göthberg svirao bubnjeve i nije pjevao. Ponovno izdanje bio je objavljen 4. travnja 2006. godine, a objavila ga je kuća Regain Records. Ponovno izdanje sadrži pjesme koji bio su snimane uživo.

## Popis pjesama
| 1.    | »Still Fucking Dead (Here's No Peace)« | 3:55 |
| 2.    | »The Sun Turns Black as Night«         | 3:05 |
| 3.    | »Within the Abyss«                     | 3:45 |
| 4.    | »The Funeral Seemed to Be Endless«     | 3:36 |
| 5.    | »Departure from the Mortals«           | 3:22 |
| 6.    | »Holy Inquisition«                     | 4:02 |
| 7.    | »Dark Endless«                         | 3:51 |
| 8.    | »Holy Inquisition«                     | 4:27 |
| 30:03 |                                        |      |

| Dodatne pjesme na ponovnom izdanju | Dodatne pjesme na ponovnom izdanju   | Dodatne pjesme na ponovnom izdanju | Dodatne pjesme na ponovnom izdanju | Dodatne pjesme na ponovnom izdanju | Dodatne pjesme na ponovnom izdanju | Dodatne pjesme na ponovnom izdanju | Dodatne pjesme na ponovnom izdanju | Dodatne pjesme na ponovnom izdanju | Dodatne pjesme na ponovnom izdanju |
| Br.                                | Skladba                              | Trajanje                           |                                    |                                    |                                    |                                    |                                    |                                    |                                    |
| ---------------------------------- | ------------------------------------ | ---------------------------------- | ---------------------------------- | ---------------------------------- | ---------------------------------- | ---------------------------------- | ---------------------------------- | ---------------------------------- | ---------------------------------- |
| 10.                                | »Departure from the Mortals« (uživo) | 5:39                               |                                    |                                    |                                    |                                    |                                    |                                    |                                    |
| 11.                                | »Within the Abyss« (uživo)           | 5:38                               |                                    |                                    |                                    |                                    |                                    |                                    |                                    |
| 12.                                | »Still Fucking Dead« (uživo)         | 2:05                               |                                    |                                    |                                    |                                    |                                    |                                    |                                    |
| 13.                                | »The Black Goat« (uživo)             | 2:54                               |                                    |                                    |                                    |                                    |                                    |                                    |                                    |
| 14.                                | »Evil Dead« (obrada Deatha, uživo)   | 5:39                               |                                    |                                    |                                    |                                    |                                    |                                    |                                    |
| 51:58                              |                                      |                                    |                                    |                                    |                                    |                                    |                                    |                                    |                                    |

## Zasluge
| Marduk - Andreas Axelsson – vokali - Devo Andersson – gitara - Morgan "Evil" Håkansson – gitara - Rickard Kalm – bas-gitara - Joakim Grave – bubnjevi | Ostalo osoblje - Dan Swanö – miks, inženjer zvuka - Daniel Vala – grafički dizajn |